# Charles Hutton

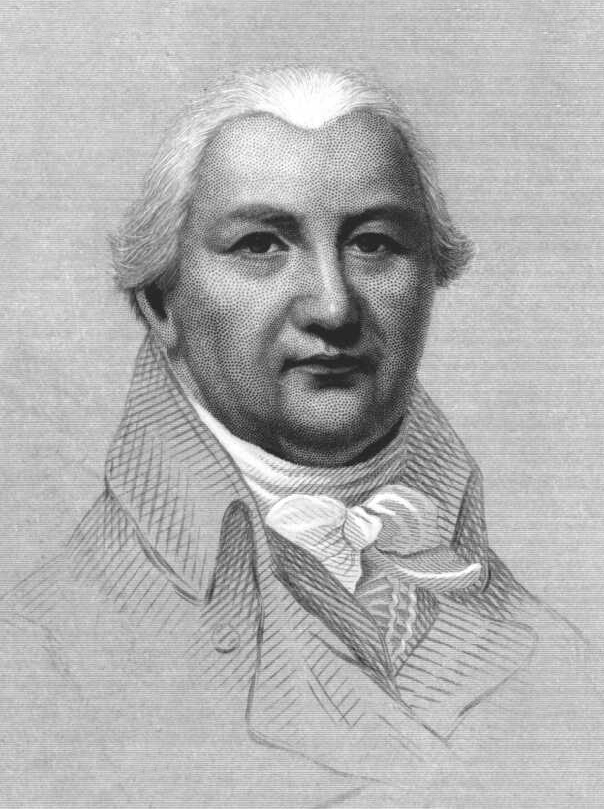
Charles Hutton

Charles Hutton (14 augustus 1737 – 27 januari 1823) was een Brits wiskundige, die bekend werd door het berekenen van de dichtheid van de Aarde.

## Biografie
Hutton werd in 1737 geboren in Newcastle-upon-Tyne als zoon van een mijnopzichter. Hij ging naar school in een buitenwijk van die stad en heeft waarschijnlijk korte tijd in een kolenmijn gewerkt. Vervolgens nam hij de betreffende school over van de vertrekkende hoofdonderwijzer. Hutton studeerde wiskunde in de avonduren en trouwde in 1760. In 1764 publiceerde hij zijn eerste boek, The Schoolmasters Guide, or a Complete System of Practical Arithmetic. Tegelijkertijd werd hij door de burgemeester van Newcastle aangesteld als landmeter en maakte hij kaarten van de stad en de omgeving.  
In 1773 kreeg Hutton een aanstelling als hoogleraar wiskunde aan de Royal Military Academy, waarvoor hij naar Londen verhuisde. In 1774 werd hem het lidmaatschap van de Royal Society, de Britse academie van wetenschappen, verleend. Deze instelling vroeg hem de berekeningen uit te voeren van het experiment dat de Astronomer Royal Nevil Maskelyne uitvoerde op de berg Schiehallion. Op basis van lokale afwijkingen in de zwaartekracht, beïnvloed door de aanwezigheid van een berg, hoopte men inzicht te krijgen in de massa en dichtheid van de Aarde. Huttons calculaties, die in 1778 gepubliceerd werden, leidden tot de conclusie dat de aardkern dubbel zo dicht was als de Schiehallion en daarom waarschijnlijk van metaal. Voor dit werk kreeg Hutton een eredoctoraat aan de Universiteit van Edinburgh.
In 1778 kreeg Hutton de Copley Medal, de wetenschapsprijs van de Royal Society, voor experimenten met buskruit en kanonskogels. Hij schreef nog verscheidene werken op het gebied van wis- en natuurkunde. Ook droeg hij bij aan een samenvatting van eerdere edities van de Philosophical Transactions, het wetenschappelijke tijdschrift van de Royal Society. 
Hutton ging in 1807 om gezondheidsredenen met pensioen en overleed in 1823.